# Nermin Duraković
Nermin Duraković (født 7. december 1979) er en billedkunstner, som arbejder og bor omkring København. Duraković arbejder oftest med installation som medie for sine værker, der udformes i forskellige materialer. Hans værker tematiserer ofte den rumlige udformning af sociale og politiske problemstillinger, som eksempelvis asyl- og migrationspolitik. Gennem de seneste årtier har Duraković også været involveret i at skabe en række kulturelle og sociale projekter. Nermin Duraković er lektor på BFA-uddannelsen ved Det Kongelige Danske Kunstakademi. Han sidder som udvalgsmedlem i Akademiraadets Udvalg for Landskab og Planlægning.  

## Baggrund og uddannelse
Nermin Duraković blev født i 1979 i Trebinje i Jugoslavien (det nuværende Bosnien-Herzegovina). Han er uddannet på Det Fynske Kunstakademi med afgang i 2005. Han bor og arbejder i området omkring København.

## Værker og temaer
I hans værker tematiserer Duraković ofte sammenhængen mellem politik og æstetik, særligt i form af den måde skabelsen og udformningen af rum er en central del af politiske projekter. Han har især, men ikke udelukkende, beskæftiget sig med de æstetiske og rumlige aspekter af asyl- og migrationspolitik. Professor i kunsthistorie Mathias Danbolt beskriver Durakovićs arbejde som hans ”snart tyve år lange kunstneriske virke, hvor han gennem tegninger, fotografier og installationer har rette fokus mod asylansøgeres stadig mere umenneskelige vilkår i de danske interneringslejre.” Og i Danbolts ord har ”hans arbejder været inkluderet i de fleste toneangivende udstillinger, som har adresseret det danske og europæiske lejr- og deportationsregime”.

Durakovićs værker peger ofte på den måde, som strukturelle vilkår og politiske beslutninger har såvel rummæssige og æstetiske virkemidler som konsekvenser [reference f.eks. Jeppe Wedel-Brandt: Hvepseår, s. 13-14;. Om det strukturelle blik har Duraković selv i en tekst til tidsskriftet PARSE skrevet: ”Eksistensen af asylcentre er i mine øjne et spejlbillede af vores samfund, der reflekterer det politiske klima og vores generelle moralske standard som fællesskab.”

### Asylum Residency
I 2005 skabte Duraković værket Asylum Residency, som udgøres af en lang række 3D-modeller af forskellige rum i danske asylcentre, som har været udstillet i forskellige variationer, men oprindeligt er skabt til at blive projiceret på udstillingsrummets vægge

### (Re)arranging
(Re)arranging fra 2009 består af møbleringen fra et dansk asylcenter i 1990’erne placeret i et med tape afmarkeret 12 m2 rum. Om dette værk har kunsthistoriker Rikke Hansen skrevet: ”Markeringen på gulvet fungerer også som en grænse. I udstillingsrummet er vi vant til, at objekterne ikke må berøres, men her synes grænsen samtidig at markere noget andet. For træder vi i forestillingen fra udstillingens hvide kube over i asylcentrets socio-politiske rum, krydser vi samtidig den tærskel, der adskiller ’os’ og ’dem’. De regler, der hersker her, er forskellige fra de, som eksisterer i vores. Værket er et ’non-site’, som viser tilbage til et site ikke umiddelbart tilgængeligt for galleribesøgende.”

### Multiculturalists please deal with the Danish racism and leave us foreigners alone
Plakaten med teksten “Multiculturalists please deal with the Danish racism and leave us foreigners alone” i hvide kapitæler på en blå baggrund dukkede først op forskellige steder I byrummet I København I 2018. Værket er siden blevet udstillet på Statens Museum for Kunst i et format, hvor en plakat er sat i ramme på udstillingsvæggen og en stak af plakater er placeret nedenfor, som beskueren har mulighed for at tage med. Kunsthistoriker Ole Bak Jakobsen analyserer plakaten således: ”Værket fra 2018 refererer til Superflex plakaten Foreigners, Please Dont Leave Us Alone with the Danes, 2002 (som igen var planket fra det parisiske graffiti-slogan ’Étrangers, ne nous laissez pas seuls avec les francais’), men står jo også som et selvstændigt, krast udsagn til den skel-sættende og uforbindende ‘udlændingedebat’.”

### Public Housing on Zealand’s North Coast
Et eksempel på at Durakovićs værker ikke alene beskæftiger sig med asyl- og migrationspolitik, men også ser på andre aspekter, hvor de strukturelle og politiske vilkår får deres rumlige og æstetiske udformning, er Public Housing on Zealand’s North Coast fra 2021. Her præsenterede Duraković på Hornbæk Strand en skulptur baseret på et socialt boligbyggeri i Kolding, og forskubbede dermed konteksten og de strukturelle forudsætninger for begge rum.

### Our Border
En droneoptagelse over grænsen mellem Kroatien og Bosnien-Herzegovina ved Bihać viser, hvordan dragningen af EU's ydre grænse har medført en enorm ændring i landskabet, som del af sikkerhedsgørelsen af denne, der visuelt drager tankerne mod landart. Også på dette geopolitiske niveau viser Duraković hvordan der er sammenhæng mellem de politiske strukturelle beslutninger og skabelsen af rum og æstetik. Om dette værk skriver kunsthistoriker Ole Bak Jakobsen: ”Our Border er værktitlen, for det er vores ‘danske’ grænse. Da Kroatien er medlem af EU – og Bosnien Hercegovina ikke – er det hér, vi sætter foden i for adgang fra flygtninge fra krigs- eller fattigdomsramte lande fra det globale syd.”

### Socialt og kunstmæssigt engagement
Nermin Duraković har gennem årene skabt og indgået i flere projekter, der har fokuseret på et socialt, politisk og kunstformidlende fællesskaber. Han er medstifter af Don Bonzini Bordfodboldforening (fra 2001 - 2011) i Kolding Kommune, som er et sports- og kultur-mødested, som stemmer overens med en interesse i kunstneriske metoder og social forandring. I 2013-2014 skabte han en række seminarer og begivenheder, der samlede kunstnere, aktivister og akademikere på tværs af landegrænser i en udveksling omkring de sociale kontekster, de arbejder og lever i, samt mulighederne for kritik og forandring af disse I 2017 skabte Duraković i samarbejde med Jeppe Wedel-Brandt projektet Public Square, der er ”en platform for kritiske tanker om samfundet og den verden, vi lever i.” I 2021 redigerede de, som Public Square, bogen Hvidt støv – En antologi om ’busteaktionen’ og det vi taler om, når vi taler om den på forlaget Antipyrine[j1] .

## Reference
1. 1 2 3  Nermin Duraković
2. ↑  Kunst skaber nye rum – og nye rum skaber nye tider
3. 1 2 3 4  Ind i friktionen - Kunstkritikk
4. ↑  Fakultet | Billedkunstskolerne - Det Kongelige Danske Kunstakademi
5. ↑  Udvalg for Landskab og Planlægning - Akademiraadet
6. 1 2  Kunst skaber nye rum – og nye rum skaber nye tider
7. ↑  Addressing Migration Politics through Art – PARSE
8. ↑  Addressing Migration Politics through Art – PARSE
9. ↑  Anmeldelse: Kan denne udstilling fremme medfølelse for migranter?
10. ↑  https://socialcontext.eu
11. ↑  Public Square
12. ↑  Hvidt støv – En antologi om ‘busteaktionen’ og det vi taler om, når vi – Antipyrine